# Erannis nigra
Erannis nigra là một loài bướm đêm trong họ Geometridae.